# Нізамова Лілія Ферхатівна
Нізамова Лілія Ферхатівна (21 травня 1991) — російська синхронна плавчиня.
Чемпіонка світу з водних видів спорту 2015 року.
Чемпіонка Європи з водних видів спорту 2016 року.